# Claudia Clemens
Claudia Clemens (* vor 1970) ist eine österreichische Theaterschauspielerin und Hörspielsprecherin. 

## Leben
Clemens trat als Theaterschauspielerin hauptsächlich an Bühnen in Wien und in Österreich auf. Anfang der 1970er Jahre gehörte sie zum Ensemble der Wiener Löwinger-Bühne. Dort spielte sie in mehreren volkstümlichen Lustspielen und Komödien mit, unter anderem als Magd Gundl in der Komödie Vinzenz, warum tust du das? (1971). Mehrere Aufführungen wurden für das Fernsehen aufgezeichnet und im ORF und in Deutschland ausgestrahlt.
In der Spielzeit 1971/1972 trat Clemens am Stadttheater Baden in Baden bei Wien als Präsidententochter Amalie in dem Zaubermärchen Der Verschwender, als Schriftstellerin Josephine Krüger in der Posse Pension Schöller und in der Titelrolle des Schauspiels Antigone von Jean Anouilh auf; außerdem übernahm sie die weibliche Hauptrolle der Dolly Fleuriot in der Operette Meine Schwester und ich. In den 1990er Jahren war sie in Wien Ensemblemitglied an der Kleinen Komödie. 1997 trat sie dort neben Elke Winkens in der Boulevardkomödie Ein Traum von Hochzeit auf. Im späteren Verlauf ihrer Karriere hatte sie regelmäßig Engagements am Wiener Gloria-Theater. 2002 spielte sie dort in der Komödie Einmal Moskau und zurück von Alexander Galin, 2006 in der Komödie Hurra, ein Junge!.
Seit den 1960er Jahren arbeitete Clemens regelmäßig als Sprecherin für Hörspiele. 1962 wirkte sie beim ORF neben Fritz Muliar und Harry Fuss in einer Hörspielproduktion der Burleske Häuptling Abendwind mit; Regie führte Alexander Kraft-Hohenlohe. 1965 übernahm sie in einer Hörspielproduktion des Norddeutschen Rundfunks die Rolle des jungen Wiener Mädels Annette in der Episode Anatols Größenwahn in Arthur Schnitzlers Schauspiel Anatol.
In den 1970er Jahren wirkte Clemens bei der Schallplattenfirma Phonogram in mehreren Märchenhörspielen mit, die als Schallplatten uns Musikkassetten erschienen. Sie sprach unter anderem die Königstochter in  Der Froschkönig (1973/1974), die Gretel in Hänsel und Gretel (1973/1974), die Pechmarie in Frau Holle (1973), das 2. Geißlein in Der Wolf und die sieben jungen Geißlein (1974) und Rosenrot in Schneeweißchen und Rosenrot (1974).

## Filmografie
- 1971: Vinzenz, warum tust du das? (Theateraufzeichnung)
- 1971: Baden streng verboten (Theateraufzeichnung)
- 1972: Alles, nur nicht heiraten (Theateraufzeichnung)

## Hörspiele
- 1960: Seneca und die goldenen Jahre – Regie: Oswald Döpke
- 1962: Erste Liebe – Regie: Peter Schulze-Rohr
- 1963: Die Blumen von Hiroshima – Regie: Gerd Behrmann
- 1965: Tagebuch der Eva Heyman – Regie: Fritz Schröder-Jahn
- 1965: Höllenangst – Regie: Peter Schulze-Rohr
- 1971: Tischordnung – Regie: Friedhelm Ortmann